# Robert Minton
Pour les articles homonymes, voir Minton.
Robert Minton est un bobeur américain né le 13 juillet 1904 dans l'État de New York et mort le 2 septembre 1974 à New York. 
Il est médaillé de bronze en bobsleigh à deux avec John Heaton aux Jeux olympiques de 1932 à Lake Placid (États-Unis).
Il est diplômé du Darmouth College en 1926.

## Palmarès

### Jeux olympiques d'hiver
- Jeux olympiques de 1932 à Lake Placid (États-Unis) :
  -  Médaille de bronze en bobsleigh à deux.